# Partido Socialista Ata-Meken
El Partido Socialista Ata-Meken o simplemente Ata-Meken (cuya traducción sería: «Partido Socialista de la Patria») es un partido político socialista kirguís. La plataforma del partido exige un estado democrático, reformas económicas y desarrollo social evolutivo. Favorece un compromiso razonable entre los diversos sectores sociales y organismos gubernamentales. Últimamente se ha distanciado algo de su ideología y apoya el liberalismo económico.
El partido apoyó a su líder Omurbek Tekebayev en las elecciones presidenciales de 2000, en la que quedó en segundo lugar con el 14% de los votos. El 20 de mayo de 2004, el partido se unió a una coalición para las elecciones parlamentarias de 2005, en las que obtuvo un escaño.
Ata-Meken recibió los votos de un 5,6% de los votantes en las elecciones parlamentarias de 2010, dándole 18 de 120 escaños en el parlamento. Este resultado hizo que el partido el quinto de los cinco partidos que superaron el umbral de apoyo del 5% de los votantes necesarios para entrar en el Parlamento. En las elecciones de 2015, perdió siete escaños, quedándole 11, en el Parlamento.